# Crain
Crain é uma comuna francesa na região administrativa de Borgonha-Franco-Condado, no departamento de Yonne. Estende-se por uma área de 9,82 km². Em 2010 a comuna tinha 414 habitantes (densidade: 42,2 hab./km²).